# Tamazeni
Tamazeni (łac. Tamazenensis) – diecezja historyczna w Cesarstwie rzymskim w prowincji Byzacena, współcześnie w Tunezji. Obecnie katolickie biskupstwo tytularne.

## Biskupi tytularni
| Lp. | Biskup                     | Funkcja                                | Od               | Do             |
| --- | -------------------------- | -------------------------------------- | ---------------- | -------------- |
| 1   | Raymond Goedert            | biskup pomocniczy Chicago (USA)        | 8 lipca 1991     | 9 grudnia 2023 |
| 2   | Arturo Javier García Pérez | biskup pomocniczy Walencji (Hiszpania) | 6 listopada 2024 |                |